# Tausendfüßler (Düsseldorf)
Il cosiddetto «Tausendfüßler» (letteralmente: «millepiedi») era una strada sopraelevata che attraversava lo Jan-Wellem-Platz, una piazza del centro storico della città tedesca di Düsseldorf.

## Storia
La sopraelevata venne costruita dal 1961 al 1962 su progetto dell'architetto Friedrich Tamms, per sgravare lo Jan-Wellem-Platz dal traffico automobilistico proveniente da nord.
Per il suo aspetto particolarmente aggraziato e dinamico, la sopraelevata diventò uno dei simboli di Düsseldorf durante il miracolo economico, spesso in associazione con due edifici coevi posti nelle immediate vicinanze, il teatro Schauspielhaus e il grattacielo Thyssen.
In considerazione della sua importanza tecnica, nel 1993 il Tausendfüßler venne posto sotto vincolo monumentale. Nonostante ciò, venne abbattuto nel 2013 per motivi di speculazione edilizia: al suo posto sorse il complesso di edifici Kö-Bogen. Una concausa dell'abbattimento fu anche la diffusione di un sentimento ecologista nella società tedesca, che non vede più di buon occhio la presenza di grande infrastrutture stradali all'interno delle città.

## Caratteristiche
La sopraelevata aveva origine dalla Kaiserstraße nei pressi dello Hofgarten e proseguiva verso sud oltrepassando lo Jan-Wellem-Platz e biforcandosi quindi in due rami, uno diretto verso la Berliner Allee e uno verso la Immermannstraße.
Aveva una lunghezza totale di 536 m ed era sorretta da pilastri in acciaio. L'impalcato era in calcestruzzo armato precompresso.